# Luigi Sanvitale
Il conte Luigi Sanvitale (Parma, 9 novembre 1799 – Fontanellato, 3 gennaio 1876) è stato un politico e filantropo italiano.

## Biografia

Stemma Sanvitale

Figlio del conte Stefano e di Luigia Gonzaga (1768-1818), compì i primi studi a Parma e li completò a Siena nel Convitto Tolomei, poi viaggiò in vari paesi europei. Tornato a Parma, strinse vincoli di amicizia con letterati e artisti del Ducato di Parma, tra cui Pietro Giordani, Paolo Toschi, Giorgio Jan, Macedonio Melloni, Angelo Pezzana, Evangelista Azzi, Pietro Pellegrini e Jacopo Sanvitale. Appassionato di studi letterari, ebbe frequenti contatti col ministro e poeta Vincenzo Mistrali.
Come il padre, era sensibile ai problemi delle classi popolari, invocando maggiore giustizia nei loro confronti. Nel 1841 fondò un asilo d'infanzia che venne citato come esempio in Italia e all'estero. Nominato presidente della Pia Unione di San Bernardo, le diede nuova vita trasformandola in Società di Mutuo Soccorso. Nel 1844, grazie soprattutto al suo interessamento, nacque la Casa di Provvidenza, creata per educare e insegnare un mestiere ai giovani dagli 8 ai 18 anni.
Pur avendo a cuore gli ideali patriottici, era contrario alla violenza e non partecipò ai moti rivoluzionari scoppiati a Parma nel febbraio del 1831, giudicando immatura l'impresa. Fu tra le personalità che accompagnarono la duchessa Maria Luigia da Parma a Piacenza. Per intercessione del ministro Mistrali, il 26 ottobre 1833 sposò Albertina di Montenuovo, figlia di Maria Luigia e del conte Adam von Neipperg, da cui ebbe tre figli: Alberto (28 agosto 1834 - 25 settembre 1907), Maria (6 settembre 1836 - 13 aprile 1842) e Stefano (14 agosto 1868 - 2 gennaio 1914) .
Nel 1848 fu nominato membro del governo provvisorio. Carlo Alberto di Savoia lo nominò Senatore con decreto 6 giugno 1848, ma si dimise il 28 dicembre dell'anno successivo. Nel 1854, dopo l'uccisione di Carlo di Borbone, si ritirò a Fontanellato facendo vita riservata e dedicandosi agli studi.
Nel 1860, con l'unione di Parma all'Italia, venne eletto con suffragio popolare primo sindaco di Parma (marzo-luglio). Ricevette Vittorio Emanuele II nella sua visita a Parma. Con decreto 18 marzo 1860 fu nuovamente nominato membro del Senato, dove fu anche segretario della presidenza. Dal 27 febbraio 1861 fu membro della Commissione di vigilanza per la Cassa dei depositi e prestiti.
Per il suo amore delle arti, che protesse generosamente, venne nominato membro onorario dell'Accademia Parmense delle Belle Arti. Alla morte del cugino Jacopo Sanvitale gli successe nella carica di presidente della Deputazione di Storia Patria, che tenne fino alla morte.
Pubblicò l'opera Versi e prose (ed. Gamba, Venezia 1841) e si adoperò per la pubblicazione delle poesie del cugino Jacopo Sanvitale (Prato, 1875).
Un suo ritratto, opera di Enrico Bandini, è esposto nella Galleria della Rocca Sanvitale di Fontanellato.

## Ascendenza
|                                         |                                       |                                          | Genitori                                    |  |  | Nonni |  |  | Bisnonni                                      |  |  | Trisnonni       |  |
|                                         |                                       |                                          |                                             |  |  |       |  |  | Giacomantonio Sanvitale, marchese di Medesano |  |  | Luigi Sanvitale |  |
|                                         |                                       |                                          |                                             |  |  |       |  |  | Giacomantonio Sanvitale, marchese di Medesano |  |  | Luigi Sanvitale |  |
|                                         |                                       | Corona Avogadro                          |                                             |  |  |       |  |  | Giacomantonio Sanvitale, marchese di Medesano |  |  |                 |  |
| Alessandro IV Sanvitale                 |                                       |                                          |                                             |  |  |       |  |  | Giacomantonio Sanvitale, marchese di Medesano |  |  |                 |  |
|                                         |                                       | Maria Isabella Cenci                     | Tiberio Cenci                               |  |  |       |  |  |                                               |  |  |                 |  |
|                                         |                                       | Maria Isabella Cenci                     | Tiberio Cenci                               |  |  |       |  |  |                                               |  |  |                 |  |
|                                         |                                       | Maria Isabella Cenci                     | Maria Eleonora Maddalena Costaguti          |  |  |       |  |  |                                               |  |  |                 |  |
| Stefano Sanvitale, marchese di Medesano |                                       | Maria Isabella Cenci                     |                                             |  |  |       |  |  |                                               |  |  |                 |  |
|                                         |                                       | Giuseppe Scotti, marchese di Montalbo    | …                                           |  |  |       |  |  |                                               |  |  |                 |  |
|                                         |                                       | Giuseppe Scotti, marchese di Montalbo    | …                                           |  |  |       |  |  |                                               |  |  |                 |  |
|                                         |                                       | Giuseppe Scotti, marchese di Montalbo    | …                                           |  |  |       |  |  |                                               |  |  |                 |  |
| Costanza Scotti di Montalbo             |                                       | Giuseppe Scotti, marchese di Montalbo    |                                             |  |  |       |  |  |                                               |  |  |                 |  |
|                                         |                                       | …                                        | …                                           |  |  |       |  |  |                                               |  |  |                 |  |
|                                         |                                       | …                                        | …                                           |  |  |       |  |  |                                               |  |  |                 |  |
|                                         |                                       | …                                        | …                                           |  |  |       |  |  |                                               |  |  |                 |  |
| Luigi Sanvitale                         |                                       | …                                        |                                             |  |  |       |  |  |                                               |  |  |                 |  |
|                                         | Luigi II Gonzaga, marchese di Luzzara | Federico II Gonzaga, marchese di Luzzara |                                             |  |  |       |  |  |                                               |  |  |                 |  |
|                                         | Luigi II Gonzaga, marchese di Luzzara | Federico II Gonzaga, marchese di Luzzara |                                             |  |  |       |  |  |                                               |  |  |                 |  |
|                                         | Luigi II Gonzaga, marchese di Luzzara | Luigia Ludovica Gonzaga                  |                                             |  |  |       |  |  |                                               |  |  |                 |  |
| Giovanni Gonzaga, marchese di Luzzara   | Luigi II Gonzaga, marchese di Luzzara |                                          |                                             |  |  |       |  |  |                                               |  |  |                 |  |
|                                         |                                       | Charlotte Elisabeth de Choiseul          | Charles Henri de Choiseul, signore d'Isches |  |  |       |  |  |                                               |  |  |                 |  |
|                                         |                                       | Charlotte Elisabeth de Choiseul          | Charles Henri de Choiseul, signore d'Isches |  |  |       |  |  |                                               |  |  |                 |  |
|                                         |                                       | Charlotte Elisabeth de Choiseul          | Marie Charlotte Bruneau de la Rabastiere    |  |  |       |  |  |                                               |  |  |                 |  |
| Luigia Gonzaga di Luzzara               |                                       | Charlotte Elisabeth de Choiseul          |                                             |  |  |       |  |  |                                               |  |  |                 |  |
|                                         |                                       | Gaetano Anguissola, conte di Vigolzone   | Graziano Anguissola, conte di Vigolzone     |  |  |       |  |  |                                               |  |  |                 |  |
|                                         |                                       | Gaetano Anguissola, conte di Vigolzone   | Graziano Anguissola, conte di Vigolzone     |  |  |       |  |  |                                               |  |  |                 |  |
|                                         |                                       | Gaetano Anguissola, conte di Vigolzone   | …                                           |  |  |       |  |  |                                               |  |  |                 |  |
| Teresa Anguissola                       |                                       | Gaetano Anguissola, conte di Vigolzone   |                                             |  |  |       |  |  |                                               |  |  |                 |  |
|                                         |                                       | Anna Maria Mansi                         | Carlo Mansi                                 |  |  |       |  |  |                                               |  |  |                 |  |
|                                         |                                       | Anna Maria Mansi                         | Carlo Mansi                                 |  |  |       |  |  |                                               |  |  |                 |  |
|                                         |                                       | Anna Maria Mansi                         | Eleonora Pepoli                             |  |  |       |  |  |                                               |  |  |                 |  |
|                                         |                                       | Anna Maria Mansi                         |                                             |  |  |       |  |  |                                               |  |  |                 |  |